# Regierung Diependaele
Die Regierung Diependaele ist die seit dem 30. September 2024 amtierende Regierung der belgischen Region Flandern. Bei der flämischen Parlamentswahl am 9. Juni 2024 wurde die flämisch-nationalistische Nieuw-Vlaamse Alliantie (N-VA) stimmenmäßig mit 23,88 % stärkste Partei, verlor aber im Vergleich zur vorangegangenen Wahl 2019 an Stimmen und Mandaten. Der radikalere, ebenfalls flämisch-nationalistische und rechtspopulistische Vlaams Belang gewann an Stimmen und Mandaten hinzu und war anschließend im flämischen Parlament gleich stark wie die N-VA vertreten. Die Sozialisten (Vooruit) legten ebenfalls zu, während die Christdemokraten (Christen-Democratisch en Vlaams, CD&V), Liberalen (Open VLD) und Grünen verloren. Da die Liberalen, die bisher mit Alexander De Croo den Ministerpräsidenten Belgiens gestellt hatten, schon vor der Wahl angekündigt hatten, im Falle einer Wahlniederlage nicht mehr in eine neue Regierung eintreten zu wollen, kam aufgrund der neuen Mehrheitsverhältnisse nur eine Dreierkoalition aus N-VA, Vooruit und CD&V in Frage. Der Vlaams Belag und die Partei der Arbeit Belgiens galten als rechts- bzw. linksradikale Parteien nicht als koalitionsfähig und eine Dreierkoalition unter Beteiligung der Grünen hätte keine Mandatsmehrheit im Parlament gehabt.
Der N-VA-Politiker Matthias Diependaele nahm daraufhin Verhandlungen mit Vertretern der genannten beiden Parteien auf, und am 28. September 2024 einigten sich die drei Parteien auf ein Koalitionsabkommen. Am 30. September 2024 wurden die Mitglieder der neuen Regierung vereidigt.

## Inhalte der Koalitionsvereinbarung
Wichtige Eckpunkte der Koalitionsvereinbarung waren die Folgenden:
- Mehr Geld für Soziales und Bildung. Die Lehrerausbildung und die Qualität der Bildung sollen verbessert und die Zahl der ausgefallenen Unterrichtsstunden minimiert werden. An den Grundschulen soll ein Smartphone-Verbot gelten, das eventuell auch auf höhere Schulstufen ausgeweitet werden soll. Fremdsprachige Eltern, die sich weigern, Niederländisch zu lernen, sollen ihren Schulbonus verlieren. Mindestziele für den Spracherwerb von Schulkindern sollen festgesetzt werden. Das Schulfach Religion soll durch ein Fach „Interreligiöser bzw. interkultureller Dialog“ ersetzt werden.
- Bis 2027 soll der Haushalt Flanderns ausgeglichen sein. Einige Abgaben werden erhöht, andere gesenkt. Die bisherige Befreiung von Elektroautos von der Straßensteuer wird aufgehoben. Die Kilometerabgabe für Lkws wird erhöht. Die Erbschaftssteuer soll gesenkt werden. Steuervergünstigungen bei Dienstleistungen werden gestrichen.

Andere Punkte blieben zunächst unklar, wie beispielsweise die Verringerung der Zahl der Parlamentsabgeordneten, ein Kopftuchverbot für Lehrerinnen, die Wiedereinführung der Wahlpflicht bei Kommunalwahlen und die Abschaffung der Provinzräte bis 2029/30.

## Zusammensetzung
Einige Minister bekleideten bereits in der Vorgängerregierung Jambon Ministerämter, allerdings mit anderen Zuständigkeiten. Mit sechs Frauen bei neun Kabinettsmitgliedern war der Frauenanteil so hoch wie bisher noch nie in einer flämischen Regierung.
| Amt | Name                 | Partei | Partei  | Amtszeit              |
| --- | -------------------- | ------ | ------- | --------------------- |
| Ministerpräsident, außerdem zuständig für Wirtschaft und Industrie, auswärtige Angelegenheiten, Digitalisierung und Facility Management | Matthias Diependaele |        | N-VA    | ab 30. September 2024 |
| Vize-Ministerpräsidentin und Ministerin für Inneres und Integration                                                                     | Hilde Crevits        |        | CD&V    | ab 30. September 2024 |
| Vize-Ministerpräsidentin und Ministerin für Wohnungs- und Energiepolitik                                                                | Melissa Depratere    |        | Vooruit | ab 30. September 2024 |
| Vize-Ministerpräsident und Minister für Haushalt und Finanzen sowie Tierschutz                                                          | Ben Weyts            |        | NV-A    | ab 30. September 2024 |
| Ministerin für Gesundheit und Umwelt | Caroline Genez       |        | Vooruit | ab 30. September 2024 |
| Ministerin für Bildung | Zuhal Demir          |        | NV-A    | ab 30. September 2024 |
| Ministerin für Mobilitätspolitik und öffentlichen Nahverkehr sowie Sport                                                                | Annick De Ridder     |        | NV-A    | ab 30. September 2024 |
| Ministerin für Brüsseler Angelegenheiten und für Medienpolitik                                                                          | Cieltje van Achter   |        | NV-A    | ab 30. September 2024 |
| Minister für Landwirtschaft | Jo Brouns            |        | CD&V    | ab 30. September 2024 |